# 에밀리, 파리에 가다
《에밀리, 파리에 가다》(영어: Emily in Paris)는 넷플릭스에서 2020년 10월부터 방영된 미국의 코미디 드라마이다. 배우 릴리 콜린스가 주인공 에밀리 쿠퍼 역을 맡았다.

## 출연진

### 주연
- 릴리 콜린스 - 에밀리 쿠퍼
- 필리핀 르루아볼리외 - 실비
- 애슐리 박 - 민디 첸
- 뤼카 브라보 - 가브리엘
- 새뮤얼 아널드 - 쥘리앵
- 브뤼노 구에리 - 뤼크
- 카미유 라자 - 카미유

### 조연
- 케이트 월시 - 매들린 휠러
- 윌리엄 아바디 - 앙투안 랑베르
- 아르노 비아르 - 폴 브로사르

### 단역
- 로 하트램프 - 더그
- 샤를리 푸케 - 카트린 랑베르
- 에이온 베일리 - 랜디 지머
- 장크리스토프 부베 - 피에르 카도
- 알렉산드라 예르마크 - 클라라
- 쥘리앵 플로랑시그 - 토마
- 칼슨 영 - 브루클린 클라크
- 엘리자베스 탄 - 리
- 앨리스 휴킨 - 셰이

## 에피소드 목록
모든 에피소드는 2020년 10월 2일 공개되었다.
| 회차 | 제목                                       | 감독            | 각본                   | 분량 |
| ---- | ------------------------------------------ | --------------- | ---------------------- | ---- |
| 1    | "파리의 에밀리" "Emily in Paris"           | 앤드루 플레밍   | 대런 스타              | 29분 |
| 2    | "남성형 여성형" "Masculin Féminin"         | 앤드루 플레밍   | 대런 스타              | 26분 |
| 3    | "섹시인가, 성차별인가" "Sexy or Sexist"    | 앤드루 플레밍   | 대런 스타              | 26분 |
| 4    | "키스는 키스일 뿐" "A Kiss Is Just A Kiss" | 조이 카사베티스 | 케일라 앨퍼트          | 27분 |
| 5    | "가짜 친구" "Faux Amis"                    | 조이 카사베티스 | 앨리 월러, 조 머피     | 26분 |
| 6    | "링가르드" "Ringarde"                      | 앤드루 플레밍   | 맷 휘터커              | 29분 |
| 7    | "프랑스식 엔딩" "French Ending"            | 앤드루 플레밍   | 에밀리 골드윈, 세라 최 | 28분 |
| 8    | "복잡한 가족" "Family Affair"              | 앤드루 플레밍   | 그랜트 슬로스          | 29분 |
| 9    | "경매 사건" "An American Auction in Paris" | 피터 로어       | 앨리슨 브라운          | 24분 |
| 10   | "패션쇼 취소" "Cancel Couture"             | 피터 로어       | 그랜트 슬로스          | 34분 |